# 佐藤世那
佐藤 世那（さとう せな、1997年6月2日 - ）は、宮城県仙台市出身の元プロ野球選手（投手）。右投右打。

## 経歴

### プロ入り前
仙台市立南光台東小学校2年生の時から南光台東小野球愛好会で野球を始め、地元球団の東北楽天ゴールデンイーグルスが運営する「楽天イーグルスベースボールスクール」に所属した。
小学校卒業後は、仙台育英学園系列の中学校・高校に在籍。秀光中等教育学校時代には軟式野球部のエースとして活躍した。
仙台育英学園高等学校への進学後は、同学年のチームメイト・平沢大河、郡司裕也などと共に、2年秋の第45回明治神宮野球大会で優勝。3年時には、春の第87回選抜高等学校野球大会・夏の第97回全国高等学校野球選手権大会に続けて出場。選抜大会では2回戦で平沼翔太を擁する敦賀気比高校に敗れたものの全国選手権大会では、初戦から決勝までの5試合を1人で投げ抜いた。東海大相模高校との決勝では、小笠原慎之介と投げ合いながら139球で完投したものの6 - 10というスコアで敗れ、準優勝。大会直後の2015 WBSC U-18ワールドカップに日本代表の一員として出場するとチームの準優勝に貢献するとともに大会のベストナインに選ばれた。
2015年度NPBドラフト会議にてオリックス・バファローズから6巡目指名を受け、契約金3000万円、年俸500万円（金額は推定）という条件で入団。背番号は67で、チームに同姓の佐藤達也と佐藤峻一がいたことなどから、ユニフォームの背ネームには名前の「SENA」だけを入れることになった。同年にオリックスに入団した吉田凌も、佐藤と同じ理由で入団後はユニフォームの背ネームを名前の「RYO」だけで記した。

### オリックス時代
2016年シーズンには、ウエスタン・リーグ公式戦12試合に登板し、4勝4敗、防御率5.37で、一軍公式戦への登板機会はなかった。
2017年シーズンには、ウエスタン・リーグ公式戦12試合の登板で、2勝1敗、防御率5.00をマーク。9月27日に入団後初めて出場選手登録を果たしたが、一軍公式戦への初登板には至らなかった。シーズン終了後には、台湾でのアジアウインターベースボールリーグに、NPBウエスタン選抜の一員として参加した（詳細後述）。
2018年シーズンには、ウエスタン・リーグ公式戦8試合に登板。2勝0敗、防御率4.15という成績で、入団以来一軍公式戦登板がないまま、10月4日に戦力外通告を受けた。NPB他球団での現役続行を希望し、11月13日にはトライアウト（タマホームスタジアム筑後）へ参加。その結果、横浜球友クラブとベースボール・チャレンジ・リーグ（BCリーグ）の富山GRNサンダーバーズから獲得のオファーを受けた。

### オリックス退団後

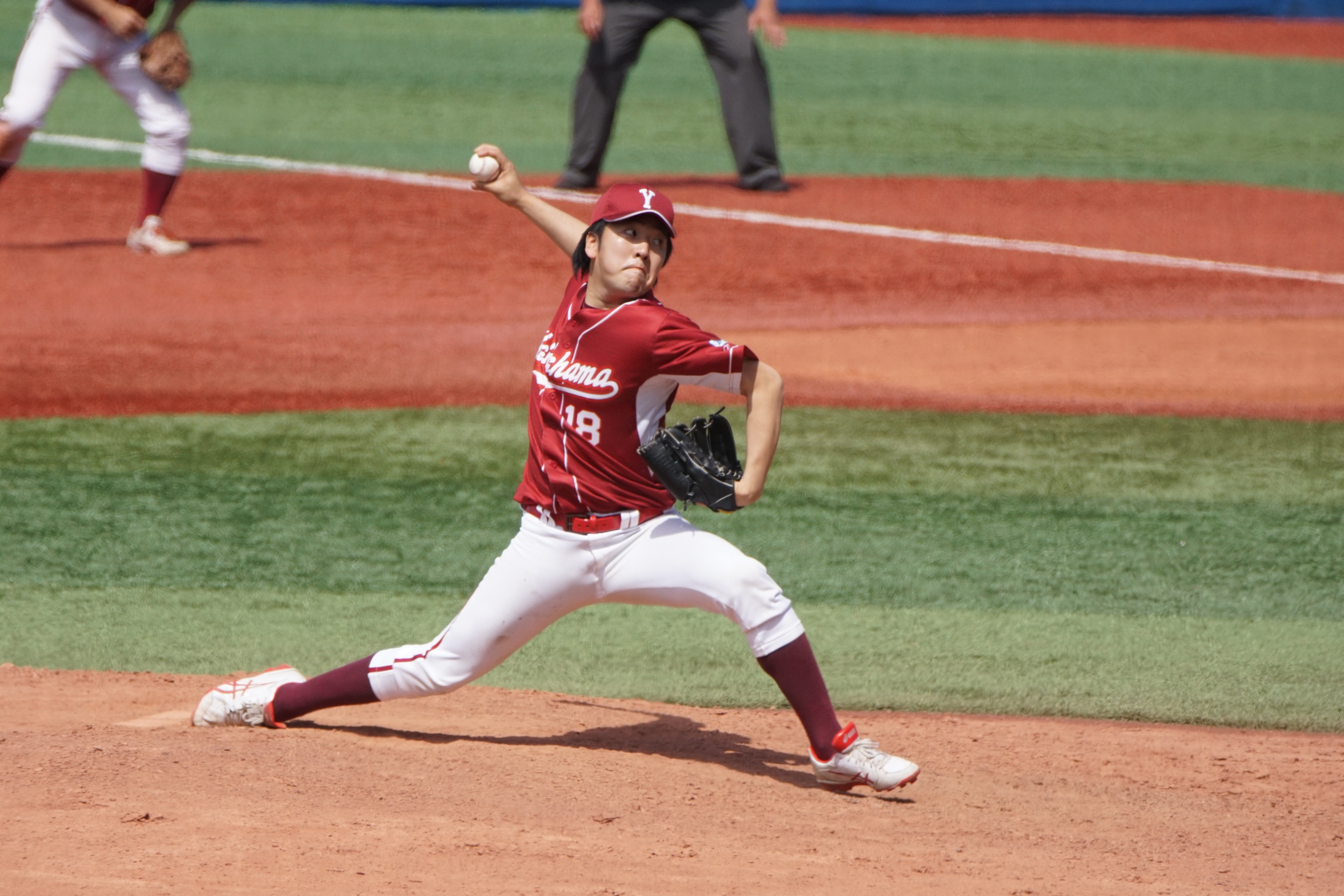
横浜球友クラブ時代（2019年5月19日）

2019年からは、数年後のNPB復帰を視野に横浜球友クラブに所属（詳細後述）。7月には右肘のトミー・ジョン手術を受け、手術から1年後には球速を144km/hにまで戻していたが、クラブ選手権や都市対抗の予選でも登板はなく、2021年限りで同クラブを退団した。

## 選手としての特徴
シュート回転気味ながら球速が140km/h台に達するストレートや、投球の軌道がストレートとほとんど変わらないフォークが持ち味。肩甲骨の柔軟性が高く、高校時代には、テークバックの大きなアーム式の投球フォームで知られた。高校時代には最速149km/hを計測している。プロ入り後は、このフォームから打者のタイミングを外すために、高校時代にほとんど投げていなかったカーブも投じていた。
2年目まで一軍公式戦へ登板できず、制球面で課題を残していたため、2年目に参加した台湾でのアジアウインターリーグでは、オリックスの二軍から投手コーチとしてNPBウエスタン選抜チームへ派遣されていた小松聖からの発案による試みで、終盤2試合の登板でサイドスローを披露した。同リーグの終了および帰国後は、アンダースローにも挑戦した。2018年の春季キャンプから本格的にサイドスローへ転向が、ストレートの球速が130km/h程度にまで低下した。戦力外通告後の合同トライアウト以降はオーバースローに戻している。
オリックス時代に佐藤を指導した酒井勉は、佐藤の退団後に、「彼の一番の持ち球であるフォークが、NPBの打者には全然通用しなかった。そこで何とかしてやれなかったことが（コーチとして）心残り」と述懐。佐藤自身は、高校時代から右肘に痛みを抱えていたことを、退団後に告白している。

## 人物・エピソード
「世那（せな）」という名前は、F1ドライバーのアイルトン・セナと、テレビドラマ『ロングバケーション』で木村拓哉が演じた役名の「瀬名秀俊」に由来している。実父の名前を外国人が上手に発音できないことを背景に、実父が「外国の人でも発音しやすい2文字の名前」という条件で付けたという。
オリックスからの戦力外通告後から横浜球友クラブへの参加を決断するまでの模様が、『バース・デイ』（TBSテレビ制作、2019年1月5日放送分）で紹介された。独立リーグ（BCリーグ）に加盟する富山球団がシーズン中の半年間しか月給を支払わないのに対し、富山よりプレーのレベルが落ちる横浜球友クラブでは、K・T・A株式会社に所属して年間を通じて月給の支払いが保障されるという待遇の違いと、現状の実力を客観的に分析した結果、自身のレベルアップを目標に横浜球友クラブ入りを決意。2 - 3年以内にNPBへ戻れるレベルに至れば、NPBの合同トライアウトへ再び挑戦する意向があることも明かした。

## 詳細情報

### 年度別投手成績
一軍公式戦出場なし

### 背番号
- 67 （2016年 - 2018年）

### 代表歴
- 2015 WBSC U-18ワールドカップ 日本代表
- 2017アジアウインターベースボールリーグ：NPBウエスタン選抜[9]